# 纳翁乡
纳翁乡，是中华人民共和国广西壮族自治区河池市罗城仫佬族自治县下辖的一个乡镇级行政单位。

## 行政区划
纳翁乡下辖以下地区：
纳翁社区、板阳村、肯才村、洞敏村、社甫村和民族村。